# Keminmaa
Keminmaa este o comună din Finlanda.